# Astragalus nepalensis
Astragalus nepalensis är en ärtväxtart som beskrevs av Dieter Podlech. Astragalus nepalensis ingår i släktet vedlar, och familjen ärtväxter. Inga underarter finns listade i Catalogue of Life.